# Тавричанка (Ростовская область)
Таврича́нка — хутор в Егорлыкском районе Ростовской области.
Входит в состав Балко-Грузского сельского поселения.

## География
Хутор находится у истоков реки Грузская.

## Население
| 1989 | 2002 | 2010 |
| ---- | ---- | ---- |
| 466  | ↗530 | ↘476 |

## Улицы
- ул. Мира,
- ул. Молодёжная,
- ул. Первооснователей,
- ул. Фермерская,
- ул. Шоссейная.